# 不割譲条約
不割譲条約（ふかつじょうじょうやく、英:Agreements not to alienate territory）、あるいは不割譲協定（ふかつじょうきょうてい）とは、一国が他国に対して圧力を加え、その国の領土の一部または全部について、第三国に割譲しないよう約束させた条約あるいは協定。
正式な条約に組み込まれることもあれば交換公文の形で相互に交付されることもある。

## 概要
不割譲条約は列強の帝国主義政策の手段の一つとして開発されたものであり、中国においてはイギリスがアヘン戦争時に舟山群島を占領し、その撤退条件として1846年に清国との間で舟山協定を締約したことに端を発するとみられる。これ以降、大きなものとしてはフランスが海南島（1897）、広東・広西・雲南（1898）、イギリスが長江流域（1898）、日本が福建省（1898）などの不割譲をそれぞれ約束させている。また20世紀には現地実力者との折衝で、イギリスの対チベット条約（1904）、ロシアの対外モンゴル条約（1912）が結ばれ、勢力範囲が設定された。

## 不割譲条約の性質

### 日本国外務省の解釈（1936年）
「不割譲条約は、条約当事国（例えばフランスと支那）間の約束に過ぎず、第三国に対して効力を持たないものであり、仮に第三国が報復的占領を行ったとしても、不割譲を約束した国（例えばフランス）の国際法上の権利を害するという性質のものではない。但し占領と割譲とは別物であるというべきなのは当然であるにも拘わらず、不割譲条約の締結が国際社会に公知の事実である場合には、第三国が占領を行うことは、当該土地に関して利害関係を有し、したがって不割譲条約を結ばせるに至る国（例えばフランス）の利益を尊重しないものと認識され、当該占領行為が対象国によって非友好的行為（unfriendly act）と認められることを免れない。しかしながらこれらは純然たる国際法論の関係するところではない。
ある学者によれば、一定の領土に関する不割譲条約が当該領土に関して第三国にも対抗しうるある種の物権的権利を設定することを認め、領土国（たとえば支那）が消滅した場合にも第三国に対して条約公示の効果が及び、第三国が公示している条約締結を知りながら長く抗議をなさない事実が、当該土地に対する相続権の基礎となるとの説をなしている（例えばWestlake, International law, P.P.132-133)。
日本政府（外務省、※1936年時点）の意見としては、このような学説は認めることができないものであり、たとえ公示されているとしても不割譲条約が不割譲を約束させた国（例えばフランス）に対して当該土地に関し、第三国に対しても有効な物権的効果を生じることを認め得ないものであり、先述のように不割譲条約は、法律論としてはなんら第三国を拘束するところが無いと言うべきである」としている。

### 保護国化と不割譲条約
不割譲条約は対象国の保護国化にもしばしば活用された。中東諸国は第一次世界大戦までは国家としての体裁をなしておらず、これらの諸国は19世紀中葉以降にイギリスと海賊行為や奴隷売買禁止について協定を結んでいたが、クゥエートは1871年にオスマン帝国に支配されたが、帝国崩壊後の1899年に領土不割譲と外交権委任を定めた条約をイギリスと結び、その保護下に入った。バーレーン、アラブ首長国は1892年に、カタールは1916年にイギリスに外交関係を委任し領土不割譲の協定を結び、イギリスの保護国になった。